# Trauerbienen
Die Trauerbienen (Melecta) sind eine Gattung aus der Familie der Apidae innerhalb der Bienen.  Ihren deutschen Namen haben die Tiere wegen ihrer meist schwarzen Behaarung.

## Merkmale
Die Bienen erreichen eine Körperlänge von 12 bis 17 Millimetern und haben einen gedrungenen, hummelähnlichen Körperbau. Abgesehen von der Gemeinen Trauerbiene (Melecta albifrons) haben die Tiere eine schwarze Körperbehaarung und besitzen helle Haarflecken auf Kopf, Thorax, Beinen und dem Hinterleib. Von den ähnlichen Fleckenbienen (Thyreus) kann man die Gattung anhand ihres beidseits bedornten, einfärbig schwarz bis braun behaarten Schildchens unterscheiden. Männchen und Weibchen lassen sich nur schwer voneinander unterscheiden.

## Vorkommen und Lebensweise
Trauerbienen leben als Kuckucksbienen parasitisch bei Pelzbienen der Gattung Anthophora, die ihre Nester in Steilwänden, Lehmwänden und Lehmfugen an Gebäuden und auch auf trockenen horizontalen Erdflächen anlegen. An diesen Orten findet man die Weibchen der Trauerbienen häufig bei der Suche nach einem unbewachten Wirtsnest, in das sie in die bereits verschlossene Brutzelle ein Ei ablegen. Dabei wird der Zelldeckel mit dem spitzen Hinterleibsende durchstochen und anschließend wieder mit Erde verschlossen. Die Verpuppung erfolgt in einem locker gesponnenen Kokon. Die Paarung erfolgt in der Nähe der Wirtsnester. Die Imagines ernähren sich von Nektar, meistens von Lippenblütlern. (Lamiaceae). Nachts ruhen die Tiere nicht selten mit den Mandibeln festgeklammert an Pflanzenteilen.
Die Tiere können gelegentlich eine Kolonie von Pelzbienen zum Erliegen bringen, die Beziehung zwischen Wirt und Parasit hält sich aber dennoch in einem natürlichen Gleichgewicht. Die Tiere fliegen in einer Generation pro Jahr von April bis Juli.

## Arten (Europa)
Von den Trauerbienen kommen 24 Arten in Europa vor, davon in Mitteleuropa fünf.
- Gemeine Trauerbiene (Melecta albifrons), bzw. M. armata oder M. punctata (Forster, 1771)
- Melecta luctuosa (Scopoli, 1770)
- Melecta festiva Lieftinck, 1980
- Melecta obscura Friese, 1895
- Melecta aegyptiaca Radoszkowski, 1876